# Richwoods Township (comté de Miller, Missouri)
Pour les articles homonymes, voir Richwoods Township.
Richwoods Township est un township, situé dans le comté de Miller, dans le Missouri, aux États-Unis,.
Le township est baptisé en référence à la forêt et aux sols riches présents dans ses limites.

### Source de la traduction
- (en) Cet article est partiellement ou en totalité issu de l’article de Wikipédia en anglais intitulé « Richwoods Township, Miller County, Missouri » (voir la liste des auteurs).